# Измеритель полных сопротивлений
Измери́тель по́лных сопротивле́ний (ИПС) — прибор для измерения коэффициента стоячей волны, фазы коэффициента отражения и входного импеданса различных устройств в СВЧ трактах.

## Классификация
По типу используемого канала передачи электромагнитной волны измерители полных сопротивлений бывают коаксиальные и волноводные.
- Примеры коаксиальных ИПС: ИПС-2, Р3-32, Р3-33, Р3-34, Р3-35
- Примеры волноводных ИПС: РЗ-40, РЗ-42, РЗ-43, РЗ-46, РЗ-48

## Устройство и принцип действия
- Коаксиальные ИПС реализуются в виде коаксиального тройника, симметричные плечи которого нагружены на исследуемый объект и образцовый конденсатор; к несимметричному плечу подводится сигнал. Нормализованное, относительно волнового, реактивное сопротивление конденсатора устанавливается равным единице механической подстройкой. Шкала перестраиваемого конденсатора проградуирована в единицах частоты. Над центром тройника вертикально расположен круглый запредельный волновод, в котором находится петля связи, нагруженная на детектор. Суммарный ток симметричных плеч IΣ = IC + IZ и ток несимметричного плеча IГ возбуждают в круглом волноводе магнитные поля HΣ и HΓ. Вектор суммарного поля H11 складывается из двух вращающихся навстречу друг другу векторов. В момент их совпадения напряженность магнитного поля максимальна, при противоположных направлениях — минимальна. Конструкция петли, вращающейся относительно вертикальной оси, обеспечивает неизменную связь её с полем, При повороте петли на 360° наблюдаются два максимума и два минимума напряженности. Угловое смещение экстремума относительно положения, соответствующего разомкнутой линии, составляет половину фазы коэффициента отражения.
- Волноводный измеритель полных сопротивлений состоит из отрезков прямоугольного и цилиндрического волноводов, причем цилиндрический волновод расположен под прямым углом к широкой стенке прямоугольного волновода. Связь между волноводами осуществляется через три щели одинаковых размеров, расположенные на равном расстоянии от центра цилиндрического волновода. Принцип работы аналогичен принципу работы коаксиального ИПС.
- КСВ, как и в измерительных линиях, определяется из отношения показаний низкочастотного индикатора при экстремальных значениях сигнала. Импеданс исследуемого объекта находят по круговой диаграмме полных сопротивлений исходя из значений КСВ и фазы коэффициента отражения.
- ИПС имеют меньшую чувствительность, чем измерительные линии, однако они имеют существенно меньшие размеры, особенно в нижней части диапазона частот, и позволяют прямо отсчитывать фазу коэффициента отражения

## Основные нормируемые характеристики
- Диапазон частот
- Собственный коэффициент стоячей волны
- Сечение коаксиального тракта или волновода